# Okle
Die Okle GmbH ist eine Unternehmensgruppe aus Singen am Hohentwiel.
Okle beliefert im südlichen Baden-Württemberg ca. 300 selbständige Einzelhändler, die im  Lebensmittelbereich das „LANDMARKT“-Konzept von Okle nutzen können. Geschäftsführender Gesellschafter ist Hans-Philipp Okle.

## Tochtergesellschaften

### Okle Grundstücks- und Liegenschaften GmbH
Aufgabe ist die Verwaltung der eigenen Immobilien.

### Okle Großhandelszentrale GmbH
Großhandlung für Lebensmittel-Nahversorgung für Einzelhandel und Fachhandel.
Die Lebensmittelhandlungen werden unter den Namen Markant Nah&Frisch, IK und Landmarkt geführt.

### Fleisch- und Wurstproduktion
Unter der Marke Frischland produzieren Hersteller aus Baden-Württemberg in 10 Warengruppen rund 500 regionale Spezialitäten, darunter über 300 Wurst- und Fleischprodukte. Weitere Produkte sind Öle, Teigwaren, Mehle, Säfte, Eingemachtes usw. Die Okle-Lebensmittelgroßhandlung ist eine von zwei Großhandlungen in Deutschland, die Demeter-zertifiziert sind. Unter dem Namen „Demeter Frischland“ werden rund 80 Wurst- und Fleischspezialitäten aus eigener Produktion hergestellt.

## Marktbedeutung
Mit etwa 200 Mitarbeitern erwirtschaftete das Unternehmen 2015 einen Umsatz von rund 124 Millionen Euro.

## Geschichte
Das Unternehmen wurde 1934 von Josef Okle als Süß- und Tabakwarengroßhandel gegründet.